# Кирни, Томас Генри
Томас Генри Кирни (англ. Thomas Henry Kearney; 1874[…] или 27 июня 1874, Цинциннати, Огайо — 1956[…] или 19 октября 1956, Сан-Франциско, Калифорния) — американский ботаник и агроном, известный своими работами по селекции хлопчатника и финиковой пальмы, описал несколько новых видов растений, преимущественно из Аризоны.

## Биография
Кирни родился 27 июня 1874 года в Цинциннати, штат Огайо. В 1889 году поступил в Университет Теннесси, а в 1894 г. начал работать в Министерстве сельского хозяйства США, где проработал следующие 50 лет. В 1898 году Кирни опубликовал ревизию североамериканских видов рода Calamagrostis, описав 23 новых вида или сорта. С 1898 по 1900 гг. Керни участвовал в экспедиции Гарримана на Аляску. В начале 1900-х гг. Керни совершил поездку по Северной Африке для изучения таких культур, как финики и хлопчатник, в засушливых и щелочных почвах, а также начал десятилетний период исследований по разведению хлопчатника в Аризоне. В 1917 году Кирни стал президентом Ботанического общества Вашингтона. С 1920 по 1944 гг. он также изучал таксономию и распространение растений Аризоны. Основным сотрудником в этот период был Роберт Хиббс Пиблс, младший коллега Кирни по кафедре, вместе с которым Кирни опубликовал множество работ по генетике хлопчатника и таксономии растений. Вклад Кирни и Пиблса в науку о хлопководстве был признан «одним из самых выдающихся за всё время». Редкое, находящееся под угрозой исчезновения растение Amsonia kearneyana из Аризоны (широко известное как синеголовник Керни) было названо в честь Керни в 1928 году. Род Kearnemalvastrum (Malvaceae), содержащий два вида в Латинской Америке, был назван в честь Керни посмертно.
В 1944 году Кирни вышел на пенсию, после чего переехал в Сан-Франциско и стал научным сотрудником Калифорнийской академии наук, где продолжил свои таксономические исследования и сотрудничество с Пиблзом. В 1951 году он совместно с Пиблзом опубликовал первое издание «Флоры Аризоны» — всеобъемлющего справочника по растениям штата, который и спустя полвека остаётся стандартным справочником. Кирни был назван почётным куратором и стал объектом биографий и статей, посвященных его коллегам. В августе 1956 г. Кирни получил Почетную грамоту Ботанического общества Америки. Кирни умер в Сан-Франциско 19 октября 1956 году в возрасте 82 лет.
В 1967 году ботаник Дэвид Мартин Бейтс назвал в честь Керни род цветковых растений (семейство Malvaceae) из Центральной Америки — Kearnemalvastrum.